# Cinq branches de coton noir
Cinq branches de coton noir est une bande dessinée historique d'Yves Sente (scénario), Steve Cuzor (dessin) et Meephe Versaevel (couleurs) publiée en 2018 par Dupuis dans la collection Aire libre. L'album de 176 pages met en scène deux époques parallèles, d'une part la Guerre d'indépendance des États-Unis en 1776, d'autre part la Seconde Guerre mondiale en Europe, à travers des personnages de soldats Afro-Américains sur les traces du premier drapeau des États-Unis, le Stars and Stripes, car il recèle un secret.

## Synopsis
George Washington confie à une couturière, Betsy Ross, le soin de créer le premier drapeau des États-Unis en 1776. Angela Brown, la domestique de Ross, victime de ségrégation, rend hommage à ses frères tués par des Blancs en ajoutant une étoile noire puis elle la recouvre d'une étoile blanche. Le drapeau est ensuite volé par un mercenaire prussien ; puis il est retrouvé en Europe, aux mains d'un major SS. Brown consigne son acte dans ses mémoires, qui sont retrouvés par Johanna, étudiante, au hasard d'un héritage ; elle divulgue le secret, ce qui enclenche une opération de recherche par le Monuments, Fine Arts, and Archives program. Alors que la Seconde Guerre mondiale fait rage, trois soldats Afro-Américains, stationnés à Douvres dans le cadre de l'opération Fortitude pour déplacer des armes factices, sont chargés de retrouver la relique : Lincoln, le personnage principal et frère de Johanna, accompagné de deux camarades, Tom et Aaron. Les trois hommes étaient jusque-là cantonnés à des tâches subalternes. L'équipe engage « une folle poursuite » à travers la France puis lors de la bataille des Ardennes en hiver 1945. Lincoln sacrifie sa vie pour récupérer ce symbole.

## Personnages
- Betsy Ross, selon la légende, aurait conçu le premier Stars and Stripes, à la demande de George Washington, en 1776, lors de la Guerre d'indépendance des États-Unis[5].
- Angela Brown est la domestique de Betsy Ross. Elle coud en secret une étoile noire sur le drapeau afin de rendre hommage à « la lutte du peuple noir pour l'indépendance des États-Unis naissants »[5].
- Johanna Bolton est une descendante d'Angela Brown. Les parents de Johanna ont été assassinés par le Ku Klux Klan alors qu'ils luttaient « pour la conquête des droits de la communauté noire ». Étudiante en histoire[9] à Raleigh, en Caroline du Nord, Johanna s'engage à son tour aux côtés de la National Association for the Advancement of Colored People (NAACP)[5].
- Lincoln Bolton est le frère de Johanna. Il s'est engagé dans l'armée, où il est cantonné à des tâches subalternes, comme déplacer les armes factices à Douvres car il ne lui est pas permis de combattre aux côtés des Blancs, qui ne veulent pas voir des Noirs compter parmi les héros de guerre[7]. Il manifeste sa frustration dans des bagarres et sa soif d'actions héroïques pour faire avancer les droits de son peuple[9]. Il est ensuite envoyé en mission pour le compte du Monuments, Fine Arts, and Archives program[5]. Il est accompagné de deux camarades, Aaron et Tom[7].

## Genèse de l'œuvre
Les deux auteurs ont vécu un temps aux États-Unis et estiment qu'avec l'élection de Donald Trump, ce récit sur la lutte contre le racisme fait écho à l'actualité. À l'époque où Sente imagine la trame de ce livre, Barack Obama était au pouvoir. Bien que l'œuvre rappelle le film de George Clooney Monuments Men, Sente avait terminé le scénario de ce roman graphique avant la sortie du film, en 2012. L'utilisation d'un livre documentaire sur les « Monument Men » permet de fournir aux personnages l'occasion de se déplacer sur les champs de bataille, mais ce régiment n'a jamais compté de Noirs ; les auteurs réfutent tout autre comparaison entre leur ouvrage et ce film.
Yves Sente, le scénariste, souhaitait écrire un récit se déroulant durant la Seconde Guerre mondiale et montrant « des personnages singuliers, menant une quête originale », conscient néanmoins que le sujet est largement traité ; il songe alors à l'histoire du premier drapeau américain. Sente rencontre Steve Cuzor, le dessinateur, par l'intermédiaire d'un libraire bruxellois. Cuzor avait déjà mis en scène des Afro-Américains dans plusieurs créations précédentes. La réalisation de l'ouvrage a pris quatre années.

## Choix artistiques
L'ouvrage mêle des faits réels et fictifs pour évoquer « conflits sociaux et ségrégation raciale ». À l'origine, le livre devait s'intituler L'Ètoile nègre, mais les auteurs ont craint les réactions. L'ouvrage fait allusion à des évènements historiques, comme les commentaires amers de l'athlète Jesse Owens sur la ségrégation aux États-Unis.
L'étoile noire est « un symbole caché de la lutte des Noirs pour leurs droits sociaux ». L'album met en perspective le racisme du XVIIIe siècle et celui du XXe siècle : lors de la Seconde Guerre mondiale, les soldats noirs sont « cantonnés à des missions subalternes » malgré leur souhait de s'illustrer dans la Libération afin de défendre leurs revendications d'égalité avec les Blancs,. Sente vise à réhabiliter « les noirs américains qui figuraient en nombre parmi les soldats qui ont contribué à éradiquer la menace nazie ».
Le dessinateur a d'abord voulu prendre son temps avec une page par semaine avant d'accélérer la cadence, quitte à obtenir un résultat moins soigné mais plus spontané. Cuzor dessine sur des pages grand format. Il emploie le pinceau et l'encre de Chine ; pour les pages montrant la neige, il applique de la gouache blanche. Planète BD décrit l'encrage comme « dense et profond, qui laisse planer le mystère ». BoDoï souligne la qualité du « découpage fluide et efficace ». 
Cuzor confie les couleurs à sa compagne, Meephe Versaevel, afin qu'elle réalise un travail largement fondé sur la monochromie et la bichromie, dans un souci de simplicité narrative. L'album présente « des images cinématographiques, soutenues par une mise en couleurs dans des tons monochromes », d'après la Tribune de Genève. Cuzor emploie notamment des gros plans, qui favorisent l'identification aux personnages. L'album comporte également des allusions au cinéma, comme les films Il faut sauver le soldat Ryan, Frères d'armes et Inglourious Basterds et s'inspire des traits de personnalités comme Sammy Davis, Jr., Denzel Washington, Lee Marvin ; le commandant nazi rappelle Robert Ryan.

## Accueil critique
Cinq branches de coton noir est accueilli positivement par plusieurs médias, comme Le Monde, qui y voit un « hommage au combat des Afro-Américains contre le racisme », Le Figaro estime qu'il s'agit d'« un récit puissant et profondément moderne ». Aujourd'hui en France relève « un scénario palpitant, des dessins époustouflants ». L'Humanité publie également une chronique enthousiaste sur ce « chef-d'œuvre ». La Libre Belgique estime que le résultat est « brillant ».
D'autres médias y voient « un roman graphique très fort, qui s'impose déjà comme l'un des albums de l'année », « du souffle, du grand spectacle, des bons sentiments, des personnages forts » et estiment que l'œuvre est réussie,,, notamment par sa valeur antiraciste : BD Gest' y voit « une œuvre engagée sur les questions du racisme et de toutes les humiliations dont l’être humain est capable ». BoDoi signale la qualité tant du scénario que du dessin, tout comme auracan. Planète BD estime que Cinq branches de coton noir est « l'une des œuvres mémorables et incontournables de cette année 2018 ». 
En revanche, l'album est moins favorablement accueilli dans d'autres médias : Atlantico, tout en saluant l'idée originale du départ, émet des regrets sur le scénario et le traitement chromatique, qui rendent la lecture ennuyeuse. La Capitale, tout en appréciant « l’aventure romanesque » et l'effet du dessin, regrette que la trame soit trop proche du style de Jean-Michel Charlier, avec un rythme inadéquat : « c’est lent, parfois verbeux, et tiré en longueur ». Ce manque de concision dans la narration est également signalé par le chroniqueur Jean-Laurent Truc, qui néanmoins signale l'originalité de l'idée et le soin du dessin. Si Actua BD fait l'éloge du dessin « particulièrement brillant » et l'album « impressionnant de maîtrise », la trame narrative et le choix des couleurs inspirent des réserves.

### Récompenses
En 2018, l'ouvrage reçoit le prix « Coup de cœur » au festival Quai des Bulles ainsi que le Prix Diagonale-Le Soir du meilleur album. Il remporte en outre le premier Prix en bulles à Bréal-sous-Montfort en 2019. L'ouvrage fait également partie des cinq finalistes du prix de la BD Fnac France Inter et est nommé en sélection adulte du festival Du vent dans les BD 2019.

### Adaptation
En juin 2021, LivresHebdo annonce que la bande dessinée fera l'objet d'une adaptation au cinéma, réalisée par Reginald Hudlin, après que ZQ Entertainment a acheté les droits.

### Documentation
- Capitaine Kosack, « Cinq branches de coton noir : Stars and Stripes et quête égalitaire pendant la Seconde Guerre mondiale », sur Cases d'histoire, 14 mars 2018.
- Robert Laplante, « Cinq branches de coton noir : rencontre avec l'incontournable de l'été », sur HuffPost Québec, 16 juin 2018.
- « Le dessin de Cuzor et Sente, auteurs de "Cinq branches de coton noir", pour Le HuffPost », HuffPost,‎ 13 janvier 2019 (lire en ligne).